# الثعبانيات الخيشومية
الثعبانيات الخيشومية (Synbranchiformes) ويُطلق عليها غالبًا أسماك ثعبان المستنقعات، هي رتبة من شعاعيات الزعانف التي تشبه ثعبان البحر ولكن لها زعانف شوكية، مما يشير إلى أنها تنتمي إلى فوق رتبة شوكيات الزعانف (Acanthopterygii).

## التصنيف
لم يتم التعرف على أية حفريات للثعبانيات الخيشومية. وقد تم استبعاد الثعبانيات الشوكية (Mastacembeloidei) من الفرخيات (Perciformes) وإضافتها إلى الثعبانيات الخيشومية بعد تحليل تطور السلالات الذي أجراه جونسون وباترسون (Johnson and Patterson). ويعتبر هؤلاء المؤلفون الثعبانيات الخيشومية جزءًا من مجموعة أحادية العرق يُطلق عليها لخنيات الشكل (Smegmamorpha) وتشمل أيضًا الفصيلة البورية (Mugilimorpha) وحاسيات الشكل (Atherinomorpha) وزمريات الشكل (Gasterosteiformes) والقزميات )Elassomatidae).
هناك إجمالي حوالي 99 نوعًا مقسمة إلى 15 جنسًا في ثلاث فصائل. وهناك رتيبتان: الثعبانيات الخيشومية (Synbranchoidei) والثعبانيات الشوكية (Mastacembeloidei)، أو متأخرات الكتف (Opisthomi). وتحتوي الثعبانيات الخيشومية على فصيلة واحدة وهي الثعبانيات الخيشومية (Synbranchidae) وأربعة أجناس و17 نوعًا. وتحتوي الثعبانيات الشوكية على فصيلتين: شودريدي (Chaudhuriidae)، وتشتمل على أربعة أجناس وخمسة أنواع، والثعبانيات الشوكية (Mastacembelidae)، وتشتمل على ثلاثة أجناس و26 نوعًا.

## الخصائص الفيزيائية
تتراوح أحجام هذه الأسماك الشبيهة بثعبان البحر من 8 –48 بوصة (20–150 سم). وعلى الرغم من أن هذه الأسماك شبيهة بثعبان البحر، إلا أنها لا تمت بصلة لثعابين البحر الفعلية (ثعابين البحر) (Anguilliformes). وتبرز قادمة الفك العلوي كعظم مميز وهي غير ناتئة. أما الخياشيم فهي محدودة التطور وعادة ما تكون فتحاتها منفردة وصغيرة ومتمادية عبر الصدر وتنحصر في النصف السفلي من الجسم. ويتم امتصاص الأكسجين عبر أغشية الحلق أو الأمعاء. الزعانف الظهرية والشرجية منخفضة ومتواصلة عبر طرف الذيل. ولا توجد زعانف حوضية. والحراشف إما غير موجودة أو صغيرة الحجم جدًا. وتفتقر هذه الأسماك إلى المثانة الهوائية.

## التوزيع
تتوزع هذه الأسماك في المناطق المدارية من أمريكا والمناطق المدارية من أفريقيا وجنوبي شرقي وشرقي آسيا وجزر الهند الشرقية وأستراليا. ولكل من الفصائل الثلاثة توزيع مختلف نوعًا ما: فتوجد الثعبانيات الخيشومية في المكسيك وأمريكا الوسطى وأمريكا الجنوبية وغرب إفريقيا (ليبيريا) وآسيا وهاواي والجزر الهندية الأسترالية. وتوجد الثعبانيات الشوكية في إفريقيا وعبر سوريا إلى جنوب شرق آسيا المطل على البحر والصين وكوريا. وتوجد فصيلة شودريدي (Chaudhuriidae) في شمالي شرقي الهند عبر تايلاند إلى كوريا (بما في ذلك أجزاء من ماليزيا وبورنيو).

## الموطن
تعيش جميع الأنواع ما عدا ثلاثة أنواع في الماء العذب. وعادة ما توجد في المستنقعات والكهوف والمياه العذبة والمسوسية الراكدة. وعندما توجد هذه الأنواع في البرك، فعادةً ما تقترن بفضلات الأوراق وحُصر جذور الأشجار الجيدة على طول الضفاف. وتستطيع أسماك ثعبان المستنقعات القيام برحلات فوق الأرض، ويستطيع بعضها العيش خارج الماء لفترات زمنية طويلة. وبعض الأنواع تحفر جحورًا وتعيش فيها. وتوجد أربعة أنواع بشكل حصري في الكهوف: مونوبتيرس إيبيني (Monopterus eapeni) وإم روزيني (M. roseni) من الهند وأوفيسترنون كانديدم (Ophisternon candidum) من أستراليا وأوه إنفيرنال (O. infernale) من المكسيك. ويوجد نوع واحد وهو أوه بينجالينس (O. bengalense) عادةً في المناطق الساحلية من جنوب شرق آسيا.

## النظام البيئي
تعتبر بعض الأنواع من الأسماك التي تتنفس الهواء نظرًا لقدرتها على التنفس من خلال أجربة شدقية بلعومية وعائية (بلعوم معدل ليناسب تنفس الهواء). وعادةً ما تنشط هذه الأنواع ليلاً فقط.
وتتغذى على اللافقاريات الموجودة في المنطقة القاعية، خاصةً اليرقات والأسماك.
على الأقل بعض الأنواع من فصيلة الثعبانيات الخيشومية، وهي أوه إنفيرنال (O. infernale)، مثنوية الشكل الجنسي. وينمو لدى الذكور البالغين سنام بالرأس ويكون الذكور أكبر حجمًا من الإناث. وتبيض هذه الأسماك حوالي 40 بيضة كروية الشكل في كل قبضة. ويتراوح قياس قطر البيض بين 0.05 و0.06 بوصة (1.2 - 1.5 مم) ويحتوى على زوج من الشعيرات الطويلة ليلتصق من خلالها بالركيزة. يحدث التكاثر خلال الموسم المطير الذي يستمر لعدة أشهر، ويمكن أن تضع الإناث بيضها أكثر من مرة خلال هذا الموسم. وتشير البيانات التي تم الحصول عليها من خلال دراسة نمو الصغار وطول الأفراد الممثلين عن الجماعات أن هذه الأنواع عمرها قصير وتصل إلى مرحلة النضج خلال عامها الأول ولا يعيش حتى موسم التناسل الثاني إلا عدد قليل منها.

## حالة الحفاظ على الأنواع
اعتبارًا من عام 2002، تم إدراج خمس أنواع من قِبل الاتحاد العالمي للحفاظ على الطبيعة (IUCN) باعتبارها أنواعًا ذات أهمية خاصة: فقد تم تصنيف الأنواع ماكروجناثيس آرال (Macrognathus aral) (ثعبان البحر الشوكي ذو الخط الواحد) ومونوبتيرس بويتي (Monopterus boueti) (سمك ثعبان المستنقعات الليبيري) ومونوبتيرس إنديكاس (Monopterus indicus) (سمك ثعبان مستنقعات بومباي) وأوفيسترنون كانديدم (Ophisternon candidum) (سمك ثعبان الكهوف الأعمى)، باعتبارها ناقصة البيانات، مما يعني أنها بحاجة إلى المزيد من الدراسة لتحديد حالة الحفاظ عليها. كما أن أوه إنفيرنال (O. infernale) (سمك ثعبان كهوف المستنقعات الأعمى) مصنف كنوع مهدد بالانقراض.

## الأهمية بالنسبة للإنسان
في بعض مناطق آسيا، تحظى أسماك ثعبان المستنقعات ونوع من أسماك ثعبان البحر الشوكي، ماستاسيمبلاس إريثروتاينيا (Mastacembelus erythrotaenia)، بالاهتمام والتقدير باعتبارها من المأكولات وأحيانًا يتم الإبقاء عليها في البرك أو حقول الأرز. وباستثناء بعض أسماك الثعابين الشوكية، نادرًا ما توجد هذه الأنواع في المربى المائي المنزلي. وتحتوي هذه الأسماك على العديد من الأشواك الظهرية وأشواك البطن الحادة فضلاً عن أنها تتسم باللزوجة مما يجعل الإمساك بها أمرًا شديد الصعوبة. ومن ثم يجب قص الأشواك بالمقص قبل الاستهلاك.

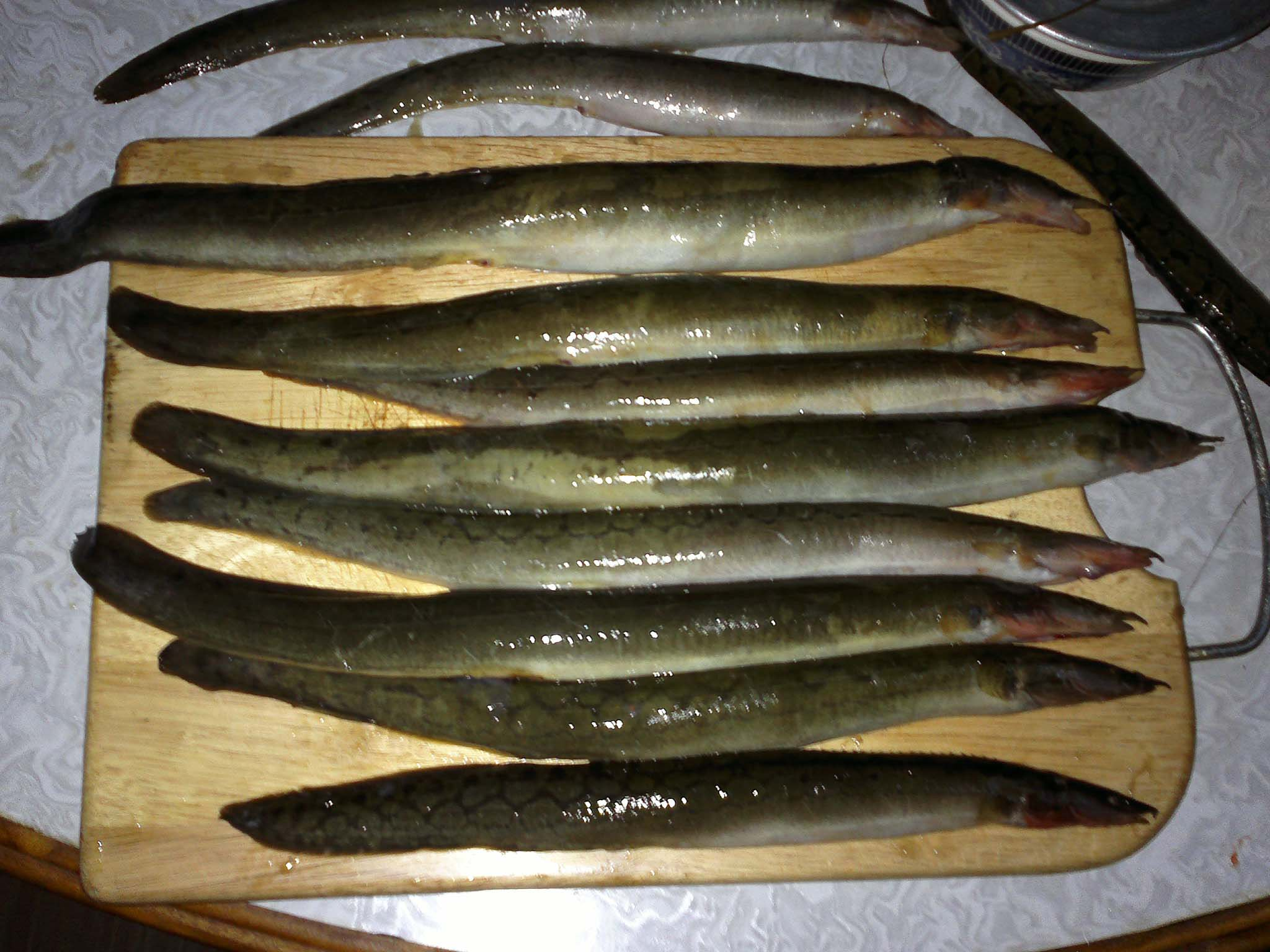
سمك ثعبان البحر تاير تراك (Tyre track Eel) تم اصطياده من نهر تلاونج، ميزورام، الهند 2012

### الكتب
- Baensch, Hans A., and Rüdiger Riehl. Aquarien Atlas. Vol. 2. Melle, West Germany: Verlag für Naturund Heimtierkunde, 1985.
- Chan, S. T. H., F. Tang, and B. Lofts. "The Role of Sex Steroids on Natural Sex Reversal in Monopterus albus." In Proceedings of the International Congress of Endocrinology, edited by Robert O. Scow. New York: American Elsevier Publishing Co., 1973.
- Rainboth, Walter J. "Fishes of the Cambodian Mekong." FAO Species Identification Field Guide for Fishery Purposes. Rome: FAO, 1996.
- Romero, Aldemaro, ed. The Biology of Hypogean Fishes. Dordrecht: Kluwer, 2001.

### الدوريات
- Humphreys, W. F. "The Distribution of Australian Cave Fishes." Records of the Western Australian Museum 19 (1999): 469–472.
- Humphreys, W. F., and M. N. Feinberg. "Food of the Blind Cave Fishes of Northwestern Australia." Records of the Western Australian Museum 17 (1995): 29–33.
- Johnson, G. D., and C. Patterson. "Percomorph Phylogeny: A Survey of Acanthomorphs and a New Proposal." Bulletin of Marine Science 52, no. 1 (1993): 554–626.
- Kerle, R., R. Britz, P. K. L. Ng. "Habitat Preference, Reproduction and Diet of the Earthworm Eel, Chendol keelini (Teleostei: Chaudhuriidae), a Rare Freshwater Fish from Sundaic Southeast Asia." Environmental Biology of Fishes 57, no. 4 (2000): 413–422.
- LoNostro F. L., and G. A. Guerrero. "Presence of Primary and Secondary Males in a Population of the Protogynous Synbranchus marmoratus Bloch, 1795, a Protogynous Fish (Teleost, Synbranchiformes)." Journal of Fish Biology 49(1996): 788–800.
- Roberts, T. R. "Systematic Review of the Mastacembelidae or Spiny Eels of Burma and Thailand, with Description of Two New Species of Macrognathus." Japanese Journal of Ichthyology 33 (1986): 95–109.
- Sadovy, Y., and D. Y. Shapiro. "Criteria for the Diagnosis of Hermaphroditism in Fishes." Copeia 1987, no. 1 (1987): 136–156.
- Sanchez, S., and A. Fenocchio. "Karyotypic Analysis in Three Populations of the South-American Eel Like Fish Synbranchus marmoratus." Caryologia 49, no. 1 (1996): 65–71.

### معلومات أخرى
- "Ophisternon infernale (Hubbs, 1938)." 4 Dec. 2002 (31 Jan. 2003).
- Tire track eel